# Ommatius acutus
Ommatius acutus là một loài ruồi trong họ Asilidae. Ommatius acutus được Scarbrough miêu tả năm 1990. Loài này phân bố ở vùng Tân nhiệt đới.